# Heterachthes neocompsoides
Heterachthes neocompsoides là một loài bọ cánh cứng trong họ Cerambycidae.